# Ježibaba

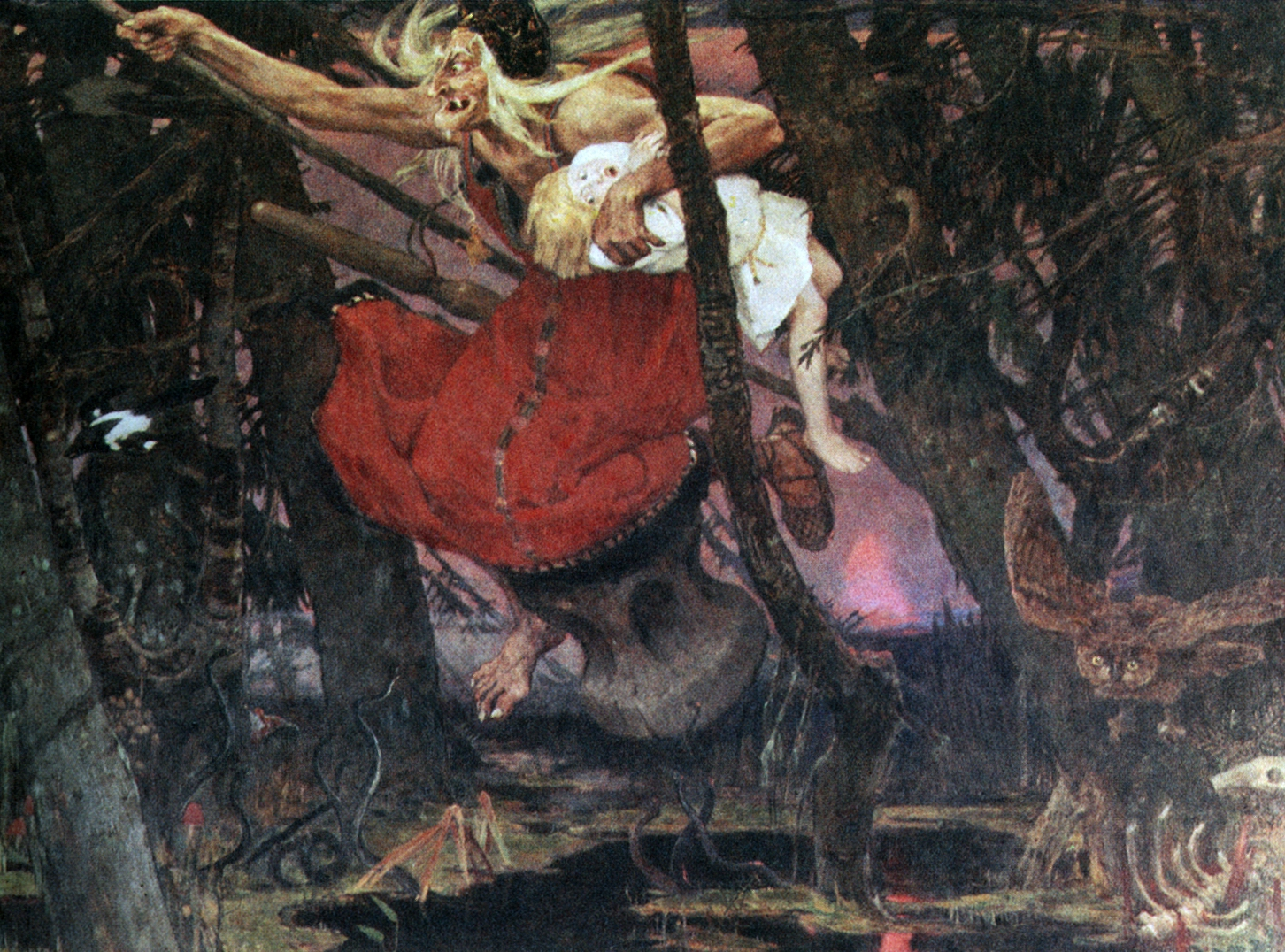
Baba Jaga na koštěti, Viktor Vasněcov, 1917.

Ježibaba či baba Jaga je mytická bytost ze slovanského folklóru, především pohádek, v podobě ošklivé stařeny, zpravidla zlovolného charakteru. Podobá se čarodějnici, anglické hag nebo řecké lamii. Zdeněk Váňa odvozuje její jméno od ǫdžъ „had, užovka“.

## Rusko
Ruská baba Jaga má podobu staré odpudivé ženy, se šedými vlasy, často velmi vyhublé a někdy i s železnými zuby. Svá dlouhá prověšená ňadra si přehazuje přes rameno při pronásledování své oběti. Přítomnost cizince odhaluje díky svému vynikajícímu čichu. Její příbuzenstvo se omezuje na ženy, často je jednou ze tří sester a mívá dcery, ty se často objevují v podobě klisen. Manžela či partnera nemívá, jen výjimečně se vypráví o tom, že zplodila syna. Ten je často popisován jako „prašivý hřebeček“, který se proti všem očekáváním ukáže jako nejrychlejší ze stáda.

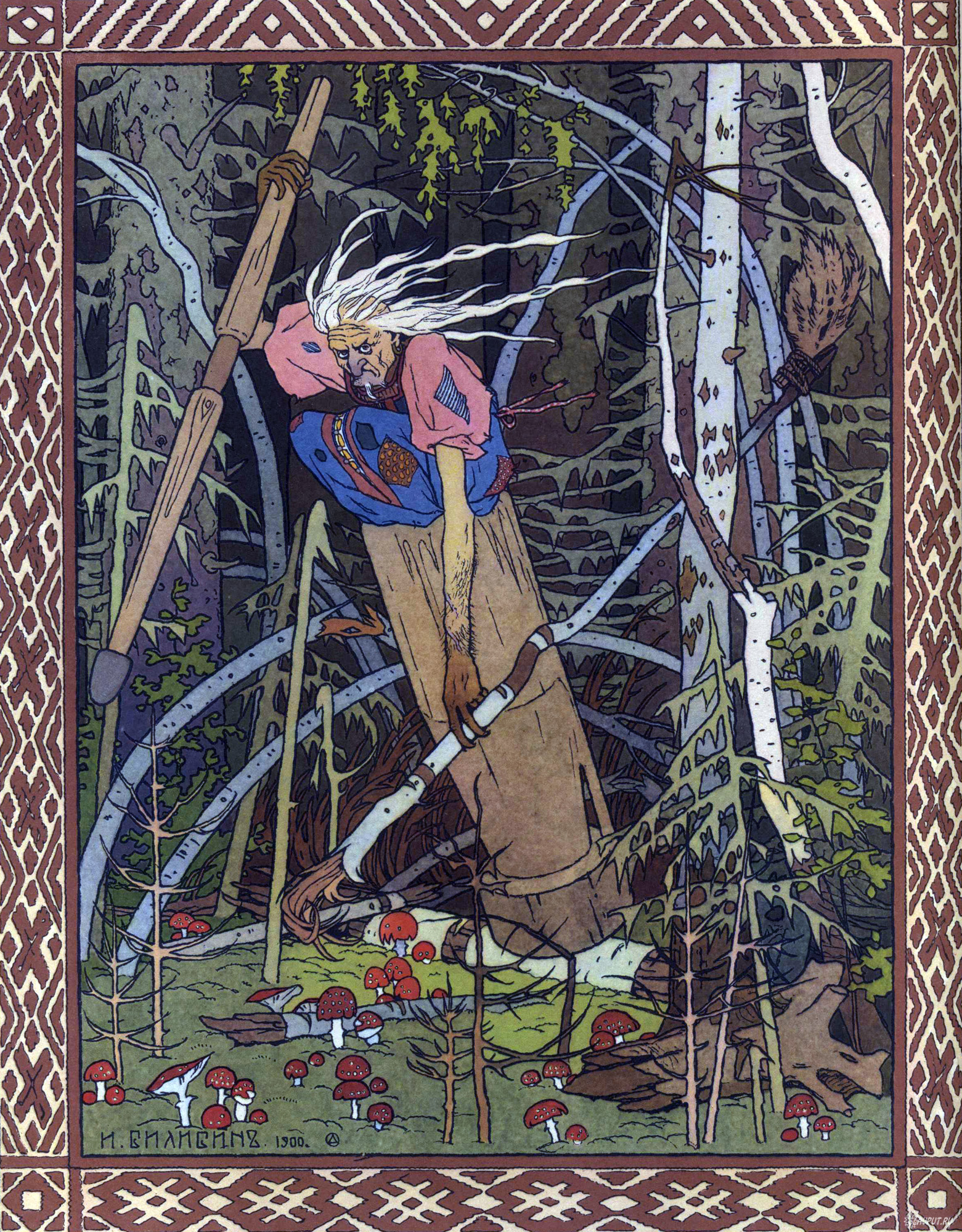
Ivan Bilibin, Baba Jaga letící v hmoždíři z ilustrace k pohádce o Vasilise Překrásné, 1902.

Létá ve velkém hmoždíři, odráží se tloukem a zametá za sebou koštětem. Hmoždíř a tlouk může být erotickým symbolem, použití těchto dvou předmětů v obřadech a písních rolnických svateb totiž symbolizovalo sexuální akt. Souvislost baby Jagy s manželstvím se objevuje i v příbězích, kde pomáhá hrdinovi hledat jeho nevěstu.

### Obydlí
Další zvláštností je její obydlí, ač se svým interiérem neliší od běžného rolnického obydlí, je výjimečné tím, že stojí na „na kuří noze“ či na „kuřích nožkách“. Na této noze se chaloupka baby Jagy také otáčí na hrdinův příkaz, jindy nemá žádná okna ani dveře či vypadá jako velmi malá, přibližně rozměrů rakve. V pohádce o Vasilise Překrásné je dům obehnán plotem z kostí na němž září oční důlky lebek. Obydlí Jagy je také velmi daleko od lidských obydlí, například za ohnivou řekou, hlubokou propastí, na břehu velkého moře, uprostřed močálu či v podzemí. Nejčastěji je však umístěno na kraji či v hlubinách temného a těžko průchodného lesa. Tyto místa lze chápat jako návi – podsvětí.

### Role v příbězích
Obraz baby Jagy je v pohádkách a pověstech zpravidla negativní. Je prezentována jako lidožroutka s nesmírnou chutí k jídlu, s oblibou požírá i děti, podobně čarodějnice z neruských pohádek. Ve svém obydlí mívá plnou spižírnu, lze ji vidět, jak si brousí své velké zuby či pronásleduje svou oběť s doširoka otevřenými ústy a snaží se ji lapit svým dlouhým jazykem. Proti lidem bojuje zpravidla sama, v některých příbězích však mívá kouzelné vojsko vytvořené jejími ševci a krejčími. Zpravidla však pronásleduje lidi, kteří se zatoulali na její území, ukradli jí nějaký cenný předmět, případně sama vyráží na lov.
V mnoha příbězích však není její role pouze negativní, běžný je motiv, kdy za ní přichází hrdina, řidčeji hrdinka, s prosbou o radu či pomoc. V nich protagonista často navštěvuje tři baby-sestry, z nichž každá je starší a moudřejší než předchozí. Příkladem jsou pohádky Žabka carevna a Finist, jasný sokol.

### Bouře
Tato bytost je známa také pod jménem Jaga Bura „Jaga bouře“ a v oblacích prachu nebo vánici létají čerti a čarodějové, zatímco prudký poryv větru ohlašuje příchod těchto zlovolných bytostí. Když letí po obloze, vanou silné větry, vzdychá země, zvířata se ukrývají a ozývá se řev, kromě toho je doprovázena jejími syny ohnivými draky - blesky. Podobá se tak do jisté míry Divoké honbě. Jako ochrana před ní se při bouři vynášela před dům lopata a koště. Karel Jaromír Erben považoval Babu Jagu za zosobnění zimní bouře, zatímco Zdeněk Váňa za zosobnění bouře obecně, připadně celkově hrozivé tváře přírody a živlů.

## Západní Slované
Čechům jsou známy jezinky žijící v jeskyních, které uspávají lidi a vyloupávají jim oči. Unášejí také malé děti, vykrmují je a poté je snědí. Polákům jsou známy gorne iędze a Jędzina.
V českých středověkých písemných pramenech se objevují jezenky, jezinky či jěze. Toto slovo je v Glosáři mistra Klareta z 60. let 14. století použito jako překlad latinského pereda. Glosa v Pernštejnské bibli z konce 15. století u slova lamia uvádí následující popis, který neodpovídá latinské předloze a tak napovídá, jaká byla dobová představa jezinek:
| „ | Takové potvory, ješto mají tvář ženskú, tělo svinie a nohy koňské a slovú jezenky. | “ |

Už ve středověku se toto slovo přeneseně používalo, stejně jako dobové polské jędza, pro zlou ženu, toto užití je doloženo například u Jana Rokycany. Původ slova je pravděpodobně ve staročeském jědati sě „zlobit se, vztekat se“. Podoba ježibaba vznikla nejspíše pod vlivem slovesa „zježiti se“, jeskyňka zase podle obydlí této bytosti.
V Česku byla také známa jaha nebo jahoda bába, která sídlila ze pecí a měnila dětem zuby za železné. Na Slovensku se věřilo v jenzibabu, která peče v lese na ohni žábu a když se k ní přiblíží lovec, uhodí jej proutkem a promění v kámen.

## Zlatá bába
Podle Slownjku česko-německého Josefa Jungmanna je Zlatá bába dobrým duchem zjevujícím se v případě blížícího se požáru. Také ji ztotožňuje s Lucinou, římskou bohyní porodu, ale v této souvislosti zmiňuje její uctívání u řek Ob, pravděpodobně má tedy na mysli legendární idol Zlatá baba uctívaný údajně Samojedy.
Karel Jaromír Erben v polovině 19. století předpokládal existenci bohyně Báby – Matky Přírody. Jejím zlým zimním aspektem měla být Železná bába, totožná s ježibabou, zatímco dobrým a letním aspektem měla být Zlatá bába. V důsledku těchto spekulací se do širšího povědomí dostala myšlenka o existenci takové bohyně, přetrvávající například ještě ve 30. letech 20. století v díle Popelky Biliánové.